# 238 Hypatia
Hypatia (asteroide 238) é um asteroide da cintura principal com um diâmetro de 148,49 quilómetros, a 2,6529057 UA. Possui uma excentricidade de 0,0879187 e um período orbital de 1 811,88 dias (4,96 anos).
Hypatia tem uma velocidade orbital média de 17,46419734 km/s e uma inclinação de 12,4025º.
Este asteroide foi descoberto em 1 de Julho de 1884 por Viktor Knorre, e o nome do asteroide foi fado em honra a filósofa Hipátia de Alexandria.